# 绿背三尖杉
绿背三尖杉（学名：Cephalotaxus fortunei var. concolor）是三尖杉科三尖杉属的变种。分布在中国大陆的江西、四川、贵州等地，生长于海拔1,000米至1,300米的地区，目前尚未由人工引种栽培。

## 别名
小叶三尖杉（中国树木分类学）